# Stanisław Zapotoczny
Stanisław Tadeusz Zapotoczny vel Stanisław Batużyński pseud.: Płomień, Bicz, Kąkol (ur. 28 kwietnia 1922 w Krasnem, zm. 18 lutego 1944 w Wilnie) –  żołnierz Armii Andersa i Polskich Sił Zbrojnych na Zachodzie, oficer Armii Krajowej, podporucznik łączności czasu wojny, cichociemny.

## Życiorys
Był synem Stanisława i Marii z domu Nadały. Przed wojną ukończył  4. klasę gimnazjum w 1939 roku. 13 czerwca 1940 roku został wraz z matką wywieziony do łagru w Semipałatyńsku w Kazachstanie. Po podpisaniu układu Sikorski-Majski 12 lutego 1942 roku wstąpił do Armii Andersa, przydzielono go do 2 szwadronu dywizjonu rozpoznawczego 8 Dywizji Piechoty. W Teheranie zgłosił się do szkoły podchorążych, a następnie przez Związek Południowej Afryki dotarł do Wielkiej Brytanii. 
Zgłosił się do służby w kraju. 5 października 1942 roku został przydzielony do Sekcji Dyspozycyjnej Naczelnego Wodza. Uczył się w Szkole Podchorążych Łączności. Po przeszkoleniu w łączności został zaprzysiężony 21 lutego 1943 roku w Oddziale VI Sztabu Naczelnego Wodza. Zrzutu dokonano w nocy z 21 na 22 września 1943 roku w ramach operacji „Neon 5” dowodzonej przez por. naw. Władysława Krywdę (zrzut na placówkę odbiorczą „Lustro” 9 km na północny wschód od Mińska Mazowieckiego). Po aklimatyzacji w Warszawie dostał przydział do Okręgu Wilno AK na stanowisko radiotelegrafisty w plutonie radiołączności Oddziału V Łączności Okręgu.
W czasie pracy radiostacji 18 lutego 1944 roku został zradiopelengowany przez Niemców i aresztowany. Tego samego dnia otruł się w czasie przesłuchania w siedzibie Gestapo w Wilnie.

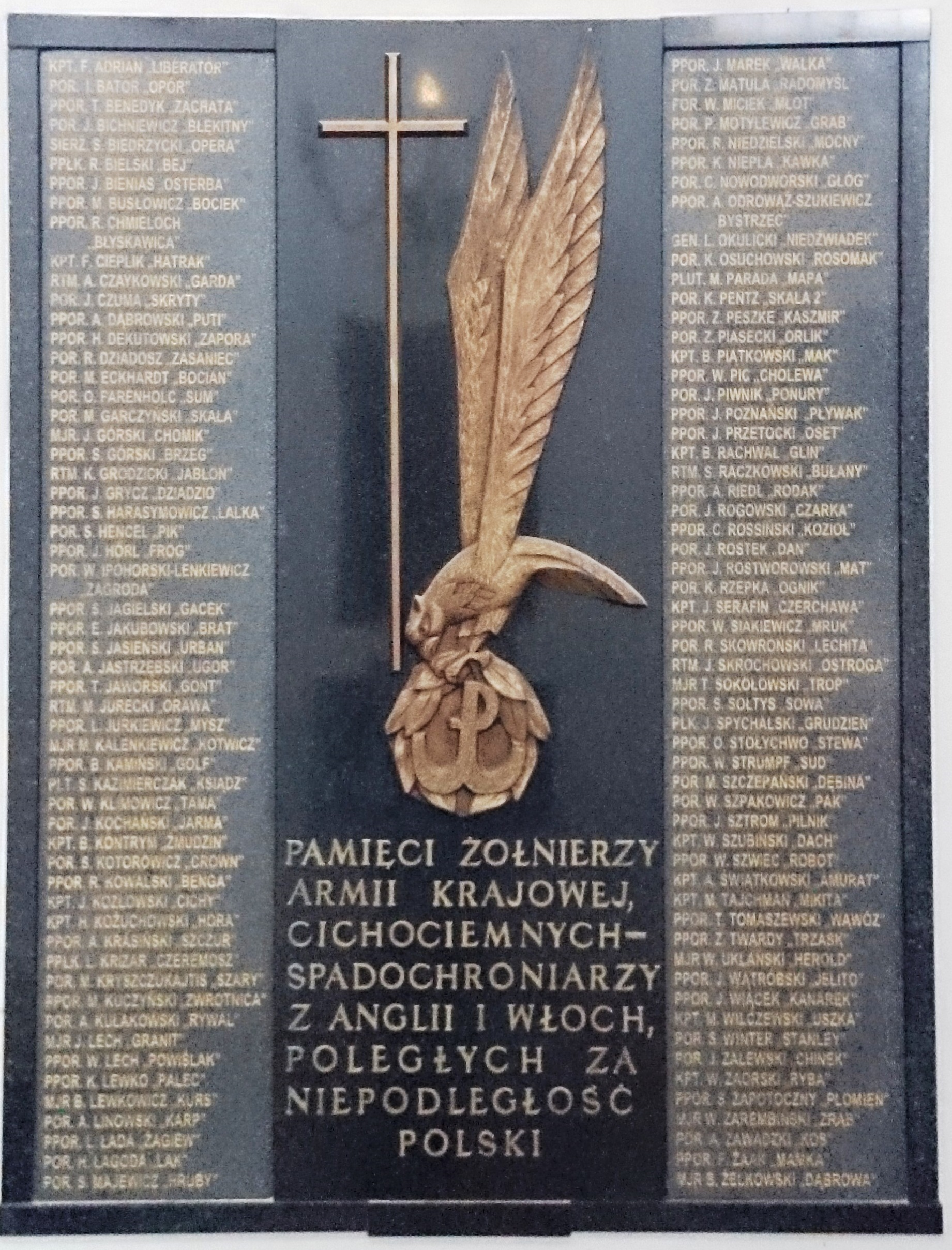
Tablica w kościele św. Jacka w Warszawie, upamiętniająca poległych cichociemnych, w tym Stanisława Zapotocznego

## Odznaczenia
- Krzyż Srebrny Orderu Viruti Militari – pośmiertnie.

## Upamiętnienie
W lewej nawie kościoła św. Jacka przy ul. Freta w Warszawie odsłonięto w 1980 roku tablicę Pamięci żołnierzy Armii Krajowej, cichociemnych – spadochroniarzy z Anglii i Włoch, poległych za niepodległość Polski. Wśród wymienionych 110 poległych cichociemnych jest Stanisław Zapotoczny.